# Benedito Lacerda
Benedicto Lacerda (Macaé, 14 de março de 1903 — Rio de Janeiro, 16 de fevereiro de 1958) foi um compositor, flautista e maestro brasileiro.
Nasceu em Macaé do estado do Rio de Janeiro, e desde pequeno frequentou a Sociedade Musical Nova Aurora.

## Biografia
Filho da lavadeira Dona Lousada, Benedicto sempre foi muito ágil em suas questões. Criança ainda, vai com a mãe morar na cidade do Rio de Janeiro, mais precisamente no Estácio. Benedito cresceu num ambiente de muitos "chorões" e sambistas. Cresceu ao lado de Bide, Noel Rosa, Ismael. Mais tarde, Benedito, já em idade de servir, se alista e passa a pertencer à banda da corporação tocando bumbo, uma vez que não conhecia música na pauta. Nessa época, estuda música e logo passa a tocar flauta na banda. Em pouco tempo no posto de flautista da corporação, passa numa prova em primeiro lugar para flautista de primeira classe, ao tocar toda a parte de flauta da ópera ´´O Guarany, de Carlos Gomes.
Benedito ficou cinco anos na carreira militar, e, em 1927 pediu baixa e mergulhou na música popular. Em 1928, foi tocar com o grupo regional Boêmios da Cidade, acompanhando Josephine Baker, tocando em cinemas, orquestras de teatros, dancings e cabarés. Atuou também como saxofonista em algumas orquestras de jazz.
Ao findar os anos vinte e iniciar a década de 1930, Benedito Lacerda organizou um grupo com ritmos brasileiros, batizado de Gente do Morro, O grupo se caracterizava pelos efeitos de percussão e solos de flauta. O grupo durou pouco e fez uma viagem a Campos acompanhando Noel Rosa.
Como o Gente do Morro não vingou, Benedito chamou Horondino do violão (Dino Sete Cordas), que era do grupo, e Canhoto do Cavaco, e os três começaram a arregimentar músicos para trabalhar com eles. Era o embrião do Conjunto Regional Benedito Lacerda. Com seu regional, acompanhou nomes como Carmen Miranda, Luiz Barbosa, Mário Reis, Francisco Alves, Sílvio Caldas, além de atuar com êxito como compositor.
Na década de 1940, tocou nos cassinos que agregavam a música nacional e perpetuou uma série de gravações antológicas em parceria de flauta e saxofone com Pixinguinha, privilegiando o repertório de choro. Por conta do trabalho que a dupla empreendeu em cerca de 40 gravações, mais as edições de músicas e lançamentos de álbuns de partituras, Benedito fez com que a hipoteca da casa de Pixinguinha fosse paga e salvou o mestre de ser despejado. Em sinal de gratidão e por motivos de contrato, Pixinguinha transformou Bené em parceiro de pérolas como "Sofres porque queres", "Naquele tempo" e "Um a zero" (esta feita muito antes por ocasião do gol de Friedenreich no Campeonato Sul-Americano de Futebol de 1919). Mas o que importa é destacar os arranjos e contrapontos executados pela dupla, que revolucionaram a instrumentação brasileira e influenciam até hoje os novos talentos musicais.
Foi compositor de carnaval premiado e pela atuação como fundador da União Brasileira de Compositores e dirigente da Sociedade Brasileira de Autores, Compositores e Escritores de Música. Morreu no Rio de Janeiro, vítima de câncer de pulmão, antes de completar 55 anos.

## Principais sucessos
- A jardineira, com Humberto Porto - Orlando Silva (1939)
- A Lapa, com Herivelto Martins - Francisco Alves (1949)
- Acerta o passo, com Pixinguinha (1949)
- Acorda, escola de samba!, com Herivelto Martins - Sílvio Caldas (1937)
- Acho-te uma graça, com Carvalhinho e Haroldo Lobo - César de Alencar & Heleninha Costa (1952)
- Ainda me recordo, com Pixinguinha (1947)
- Aliança partida, com Roberto Martins - Orlando Silva (1937)
- Amigo infiel, com Aldo Cabral - Orlando Silva (1938)
- Amigo leal, com Aldo Cabral - Orlando Silva (1937)
- Boneca, com Aldo Cabral - Sílvio Caldas (1935)
- Brasil, com Aldo Cabral - Francisco Alves & Dalva de Oliveira (1939)
- Carnaval da minha vida, com Aldo Cabral - Francisco Alves (1942)
- Cheguei, com Pixinguinha (1946)
- Chorei, com Pixinguinha (1942)
- Coitado do Edgar!, com Haroldo Lobo - Linda Batista (1945)
- Despedida de Mangueira, com Aldo Cabral - Francisco Alves (1939)
- Devagar e sempre, com Pixinguinha (1949)
- Dinorá, com José Ferreira Ramos (1935)
- Duvi-d-o-dó, com João Barcellos - Carmen Miranda (1936)
- E o vento levou, com Herivelto Martins - Bando da Lua (1940)
- Ele e eu, com Pixinguinha (1946)
- Espanhola, com Haroldo Lobo - Aracy de Almeida (1946)
- Espelho do destino, com Aldo Cabral - Orlando Silva (1939)
- Eva querida, com Luiz Vassalo - Mário Reis (1935)
- Falta um zero no meu ordenado, com Ary Barroso - Francisco Alves (1948)
- Fica doido varrido, com Eratóstenes Frazão - Sílvio Caldas (1945)
- Ingênuo, com Pixinguinha (1946)
- Lero-lero, com Eratóstenes Frazão - Orlando Silva (1941)
- Naquele tempo, com Pixinguinha (1946)
- Normalista, com David Nasser - Nelson Gonçalves (1949)
- Número um, com Mário Lago - Orlando Silva (1939)
- O gato e o canário, com Pixinguinha (1949)
- Os oito batutas, com Pixinguinha (1947)
- Pedro, Antônio e João, com Oswaldo Santiago - Dalva de Oliveira (1940)
- Pombo-correio, com Darcy de Oliveira - Gilberto Alves(1942)
- Proezas de Solon, com Pixinguinha (1946)
- Professora, com Jorge Faraj - Sílvio Caldas (1938)
- Querido Adão, com Oswaldo Santiago - Carmen Miranda (1936)
- Sabiá de Mangueira, com Eratóstenes Frazão - Nelson Gonçalves (1944)
- Segura ele, com Pixinguinha (1946)
- Seresteiro, com Pixinguinha (1946)
- Seu Lourenço no vinho, com Pixinguinha (1948)
- Sofres porque queres, com Pixinguinha (1946)
- Soluços, com Pixinguinha (1949)
- Um a zero, com Pixinguinha (1946)
- Um caboclo abandonado (Rolinha triste), com Herivelto Martins - Sílvio Caldas (1936)
- Urubatã, com Pixinguinha (1946)
- Verão no Havaí, com Haroldo Lobo - Francisco Alves (1944)
- Voltei pro morro, com Darcy de Oliveira - Ademilde Fonseca (1942)
- Vou vivendo, com Pixinguinha (1946)